# Julianus Hospitator
Julianus Hospitator, även Julianus den fattige, 700-talet e.Kr., är ett katolskt helgon. Han förutspåddes att mörda sina föräldrar vilket han också gjorde efter att ha förväxlat dem med sin hustrus älskare. För att sona sina synder byggde han sjukhus och gav tak över huvudet till fattiga och resenärer. Hans helgondag är den 12 februari.

## Legenden
Enligt legenden föddes Julianus in i en adlig familj. Hans far såg hur hedniska häxor förbannade hans son och förtrollade honom så att han skulle döda sina föräldrar. Fadern ville då göra sig av med barnet men hindrades av modern. När han växte upp märkte han hur modern ibland brast i gråt när hon såg på honom. Enligt vissa versioner berättar modern om förbannelsen och enligt andra berättar en hjort det för honom när han är i skogen. 
Vid 10 års ålder bestämmer han sig för att bege sig till ett fjärran land långt ifrån sina föräldrar för att undgå förbannelsen. Till slut tog han tjänst hos en kung i Provence i Sydfrankrike eller Italien. Andra versioner säger att han gick i 50 dagar och då hade kommit till Galicien i Spanien. Han tog tjänst hos en kung, blev riddare och gifte sig med en rik änka. 
Tjugo år senare bestämde sig hans föräldrar för att söka upp honom. De träffade hans hustru utanför en kyrka och hon bjöd hem dem att vila i sin och Julianus säng. När Julianus kom hem trodde han att det var inkräktare och dödade dem där de låg. Enligt andra versioner berättade hans fiender för honom, när han var på jakt i skogen, att hans fru hade en älskare. Han begav sig hem och dödade paret som låg i hans säng. När han träffade sin fru förstod han vad som hade hänt. Han och hustrun lämnade slottet och gick iväg tills de kom till en stor flod. 
För att gottgöra sina synder byggde han sju sjukhus och tjugofem hus för att ta hand om fattiga och sjuka. Julianus och hans fru fick inga barn och han är därför skyddshelgon för barnlösa. Vid ett tillfälle kom en spetälsk som inte klarade av att ta sig över floden till sjukhuset. Julianus hämtade honom och lade honom i sin säng. Mannen dog, men när själen lämnade kroppen lovade den honom att berätta för Gud att Julianus sonat sina synder. Enligt en annan tradition nekar han Jesus, förklädd till pilgrim, boplats efter att hans hus dagen innan blivit sönderslaget av en annan pilgrim. När han inser att han nekat Jesus lovar han att aldrig någonsin neka en annan man natthärbärge, och han får Jesu förlåtelse.
Det finns tre traditioner om hans ursprung:
- Född i Le Mans, i Frankrike, förmodligen på grund av en förväxling med helgonet Julianus av Le Mans
- Född i Ath i Belgien
- Född i Neapel i Italien

Platsen för de sjukhus han byggde anges bland annat till floden Gardons stränder i Provence i södra Frankrike eller vid en ö i Potenzafloden mot Macerata.
Legenden har förmodligen sitt ursprung i medeltidens Frankrike eller Belgien. När den spreds över Europa broderades den ut och det blev omöjligt att urskilja eventuella verklighetsbakgrunder. Legenden är omskriven i Legenda aurea från 1200-talet och han är avbildad på kyrkfönster, också från 1200-talet, i Katedralen i Chartres 80 km sydväst om Paris. 
Legenden har flera likheter med den Sofokles grekiska tragedi Kung Oidipus.
Gustave Flaubert skrev en novell med titeln Legenden om Sankt Julianus Hospitator som en av berättelserna i Tre berättelser.